# Nassau Bay (Teksas)
Nassau Bay je grad u američkoj saveznoj državi Teksas. Prema popisu stanovništva iz 2010. u njemu je živjelo 4.002 stanovnika.